# Tychius squamulatus
Tychius squamulatus är en skalbaggsart som beskrevs av Leonard Gyllenhaal 1836. Tychius squamulatus ingår i släktet Tychius, och familjen vivlar. Arten är reproducerande i Sverige.